# Class Action
Class Action (br: Julgamento final / pt: A lei do poder) é um filme de 1991, dirigido por Michael Apted e estrelado por Gene Hackman e Mary Elizabeth Mastrantonio.

## Sinopse
Jeb Ward é um advogado especialista em casos de pessoas fracas contra poderosas corporações. Um dia, ele descobre um possível cliente que deseja processar uma companhia de automóveis, por um problema no carro que trouxe impacto severo para sua vida pós-acidente. Enquanto tenta pegar o caso e se preparar para o julgamento rapidamente, Jeb descobre que terá que enfrentar a sua filha no tribunal. O qual deixa bem frustrado.

## Elenco
- Gene Hackman	 .... 	Jedediah Tucker Ward
- Mary Elizabeth Mastrantonio	.... 	Maggie Ward
- Colin Friels	.... 	Michael Grazier
- Joanna Merlin	.... 	Estelle Ward
- Laurence Fishburne	.... 	Nick Holbrook
- Donald Moffat	.... 	Fred Quinn
- Jan Rubes	.... 	Alexander Pavel
- Matt Clark	.... 	Juiz R. Symes